# エンジェル・イン・アス・コーヒー
エンジェル・イン・アス・コーヒー (Angel-in-us Coffee) は、大韓民国を拠点とする、ロッテグループ傘下のコーヒーハウス・チェーン。
日本語では、おもに「エンジェル・イン・アス・コーヒー」として紹介されるが、韓国語の表記は「엔제리너스 커피」で、実際の発音に近い「エンジェリノスコピ」として紹介されることもある。

## 概要
前身は、2000年に創業した「JAVA COFFEE」であったが、2006年に新たに「エンジェル・イン・アス」のブランドを立ち上げた。名称には、神様からの贈り物とも称されるコーヒーが、天使たちによってもたらされるだという含意が盛り込まれている。
店舗では、すべての家具や什器に無邪気な天使たちのシンボルが刻まれており、天国を思わせるような雰囲気というテーマ性が与えられている。
店舗では、「ピュア・ロースト・システム (Pure Roasting System)」と称する、コーヒー豆の内部と外部を均等にローストし、コーヒーが豊かな香りとフレッシュな味をもつようにする焙煎を行なっている。

## 拡大
エンジェル・イン・アス・コーヒーはロッテグループが運営しており、アジアにおけるマーケットの拡大を常々進めている。2008年に中国に、2011年11月にはインドネシアに進出しており、現在は中国に9店舗、ベトナムに4店舗、インドネシアに3店舗を展開している。
2012年の時点で、このチェーンは大韓民国で600店舗以上を展開していた。
2015年、エンジェル・イン・アスはクリスマスの季節に向けて特別なメニューを用意し、特製ケーキとコーヒーを提供した。